# Plošča Ukrajinskych Herojiv (stanice metra v Kyjevě)
Plošča Ukrajinskych Herojiv (ukrajinsky Площа Українських Героїв, Náměstí ukrajinských hrdinů) je stanice kyjevského metra na Obolonsko-Teremkivské lince, která se nachází poblíž náměstí (ploščy) Ukrajinských hrdinů.
Je to přestupní stanice na Syrecko-Pečerskou linku vestibulem do stanice Palac sportu. Do 18. května 2023 se stanice jmenovala Plošča Lva Tolstoho.

## Charakteristika
Stanice je pylonového typu, kdy pylony jsou obloženy bílým mramorem.

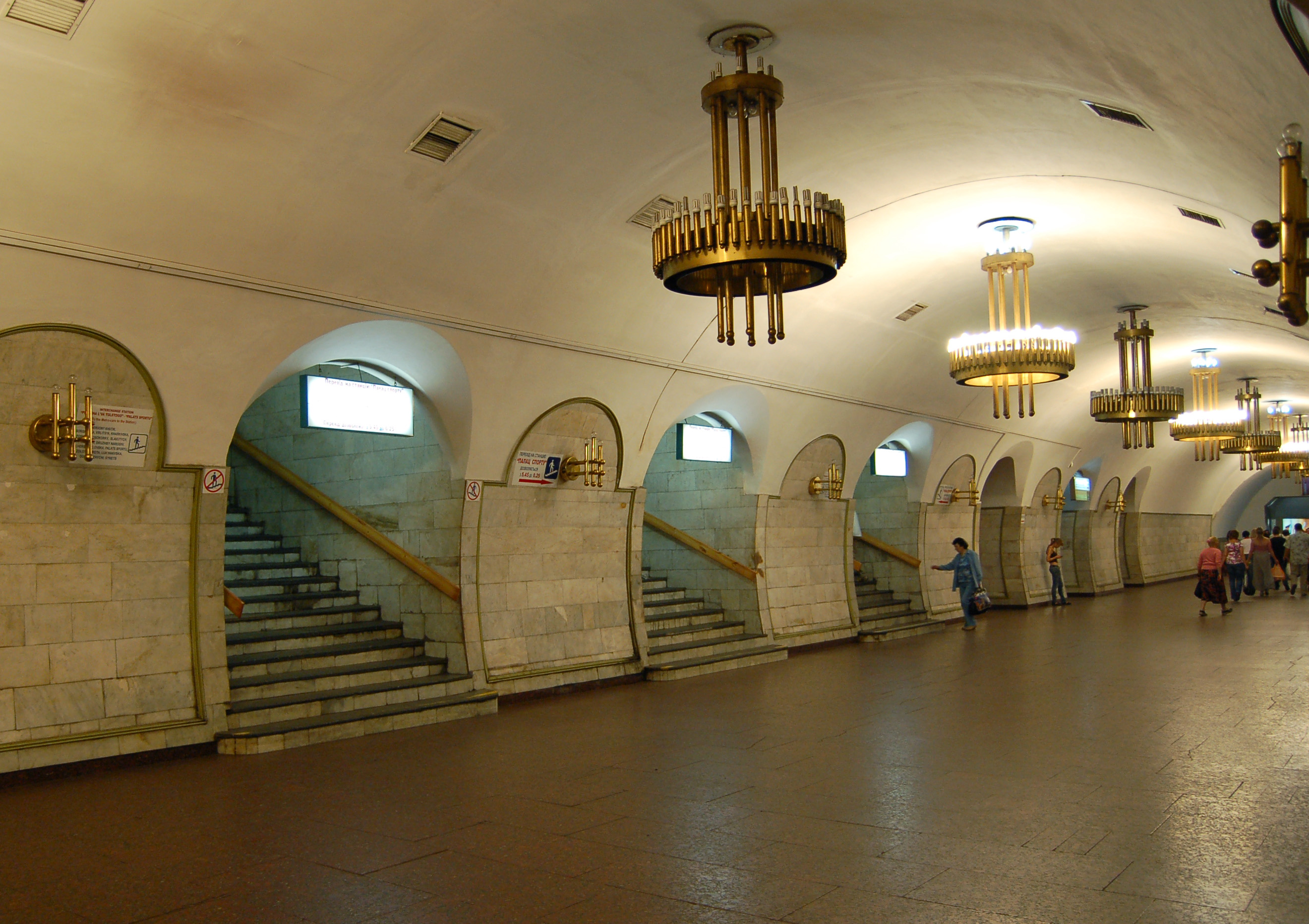
Schody vedoucí do stanice Palac sportu

Na konci nástupiště se nachází eskalátory vedoucí do vestibulu s pokladnou a následně do podchodu pod náměstím ukrajinských hrdinů. Uprostřed nástupiště se nacházejí schody vedoucí do stanice Palac sportu.